# Ängsblåvinge
Ängsblåvinge, Cyaniris semiargus, är en fjärilsart i familjen juvelvingar.
Vingbredden varierar mellan 24 och 34 millimeter, på olika individer.

## Underarter
Arten har 20 underarter:
- C. s. angusta (Stauder, 1923)
- C. s. basicaeca (Stauder, 1923)
- C. s. bellis (Freyer, 1843)
- C. s. cimon (Lewin, 1795)
- C. s. fergana Tutt, 1909
- C. s. infrapallida Lempke, 1955
- C. s. intermedia Tutt, 1909
- C. s. kojirei Murayama, 1957
- C. s. maroccana (Lucas, 1920)
- C. s. mesopotamica Tutt, 1909
- C. s. montana (Meyer-Dür, 1852)
- C. s. parnassia (Staudinger, 1871)
- C. s. persica Tutt, 1909
- C. s. porrecta Verity, 1919
- C. s. querci Verity, 1919
- C. s. radiata (Ob., 1948)
- C. s. salassorum (Fruhstorfer, 1910)
- C. s. semisebrus Turati, 1919
- C. s. transiens (Melcon, 1910)
- C. s. uralensis Tutt, 1909

## Beskrivning
Hanen är blå, något blåviolett, på ovansidan. Vingarna har en smal mörkbrun kant och längst ut små vita fransar. Honan är brun på ovansidan och har också små vita fransar längs vingkanterna. Båda könen är på undersidan ljusgrå med små mörka fläckar omgivna av vitt. Larven är grön med smala ljusare längsgående ränder och den blir upp till 15 millimeter lång.

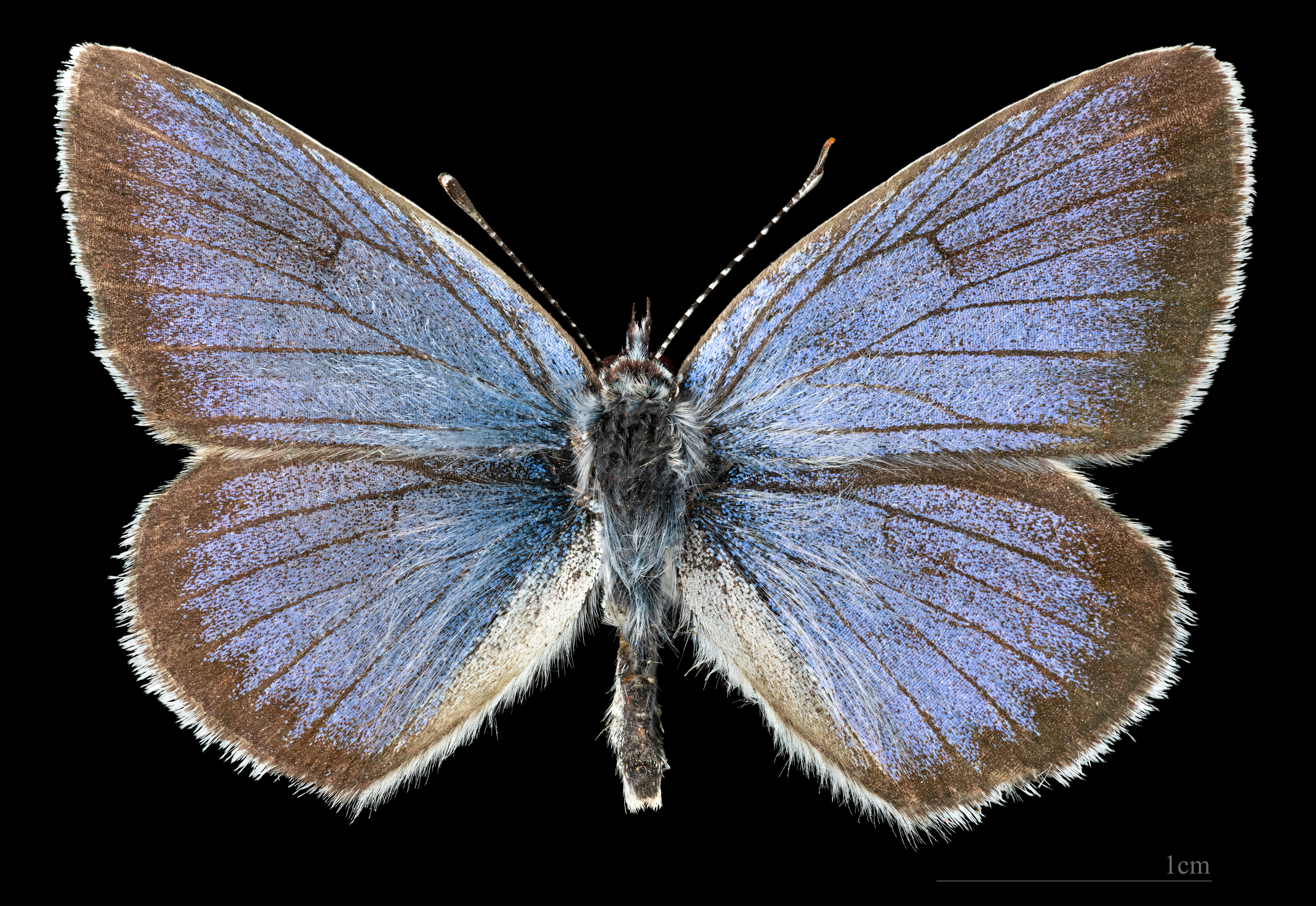
Cyaniris semiargus ♂
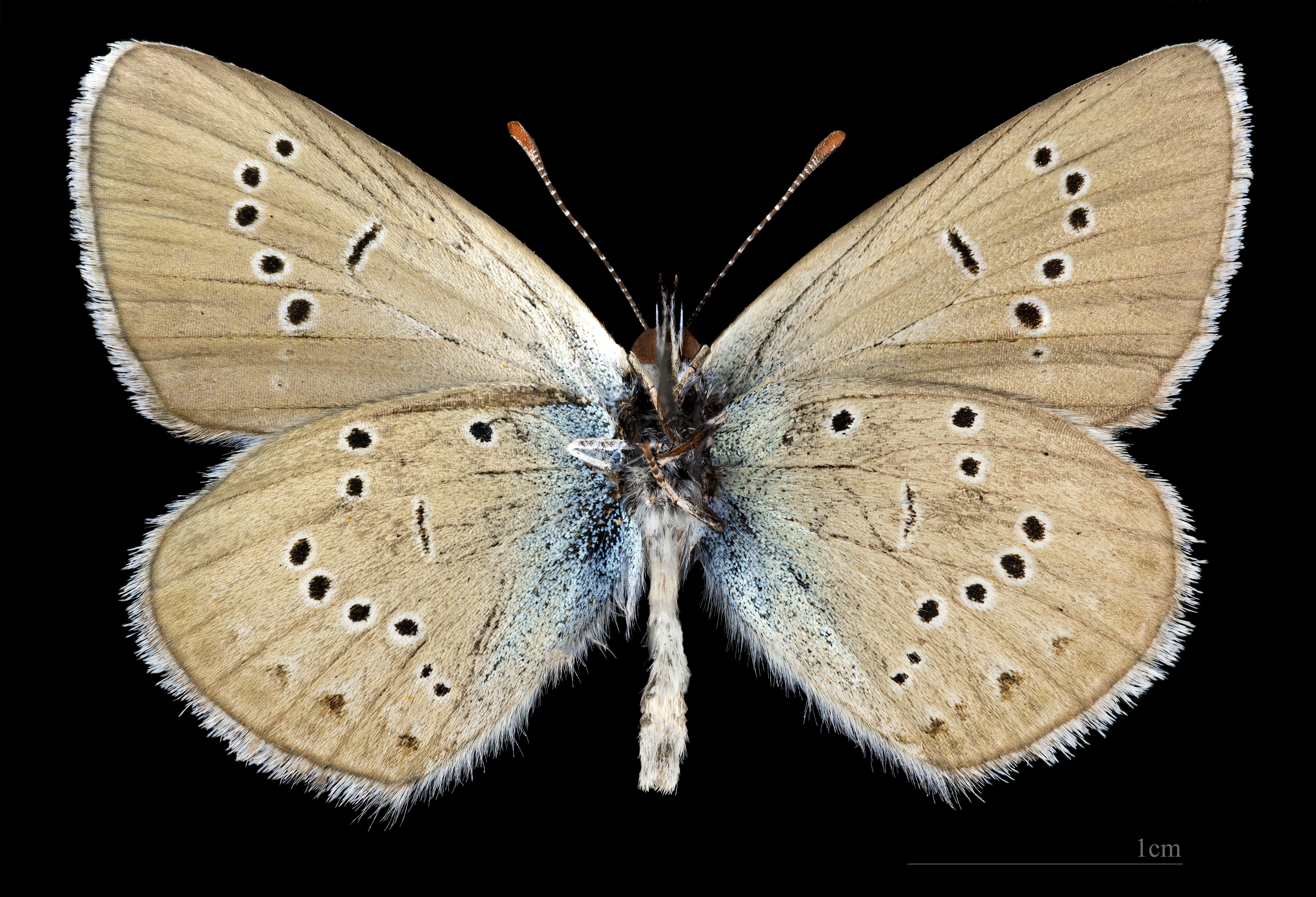
Cyaniris semiargus ♂  △

Värdväxter för ängsblåvinge är olika ärtväxter, bland annat arter i klöversläktet (Trifolium), vickersläktet (Vicia), sötväpplingsläktet (Melilotus) och getväpplingsläktet (Anthyllis).

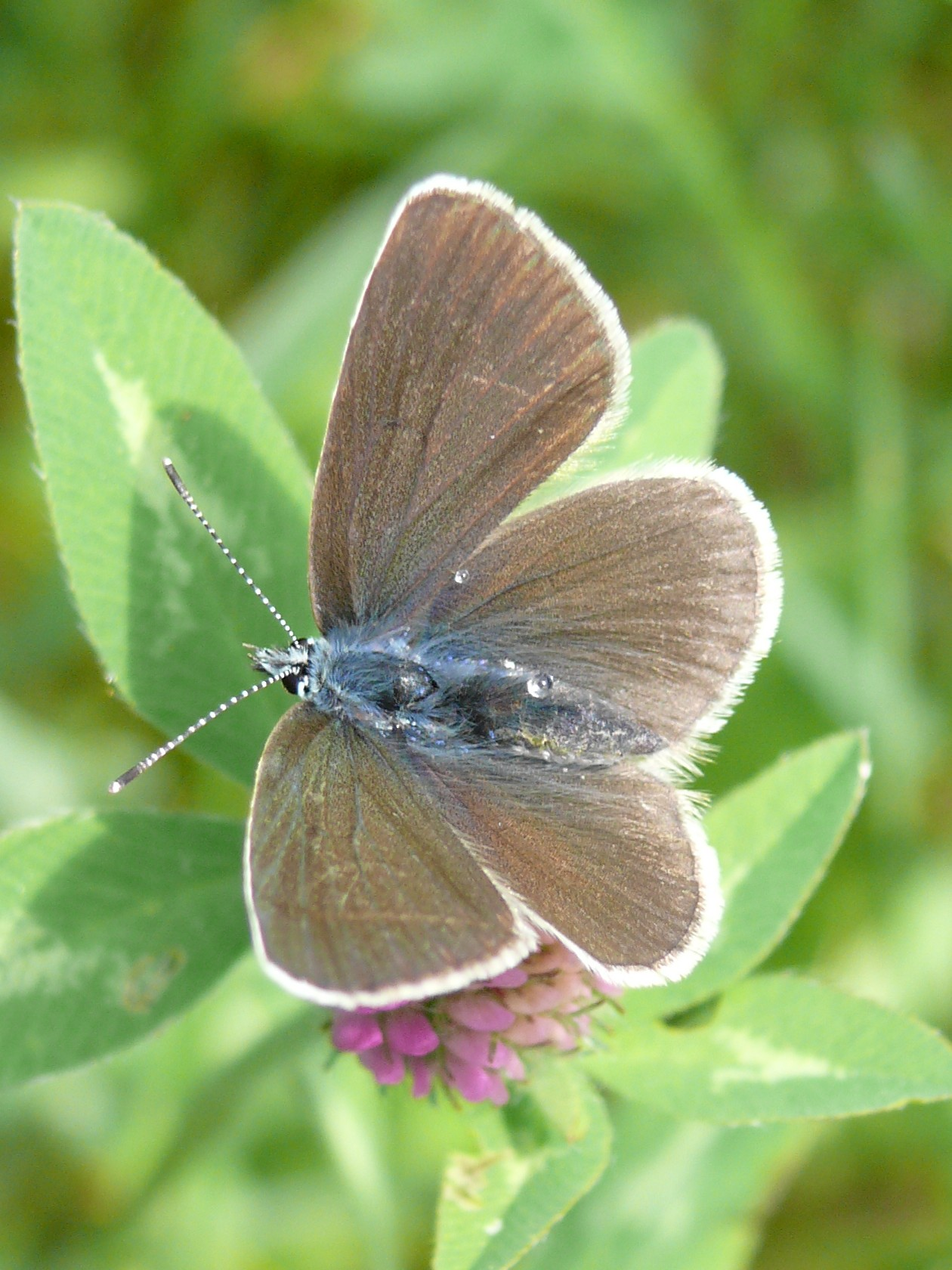
Ängsblåvinge, hona (södra Tyskland)
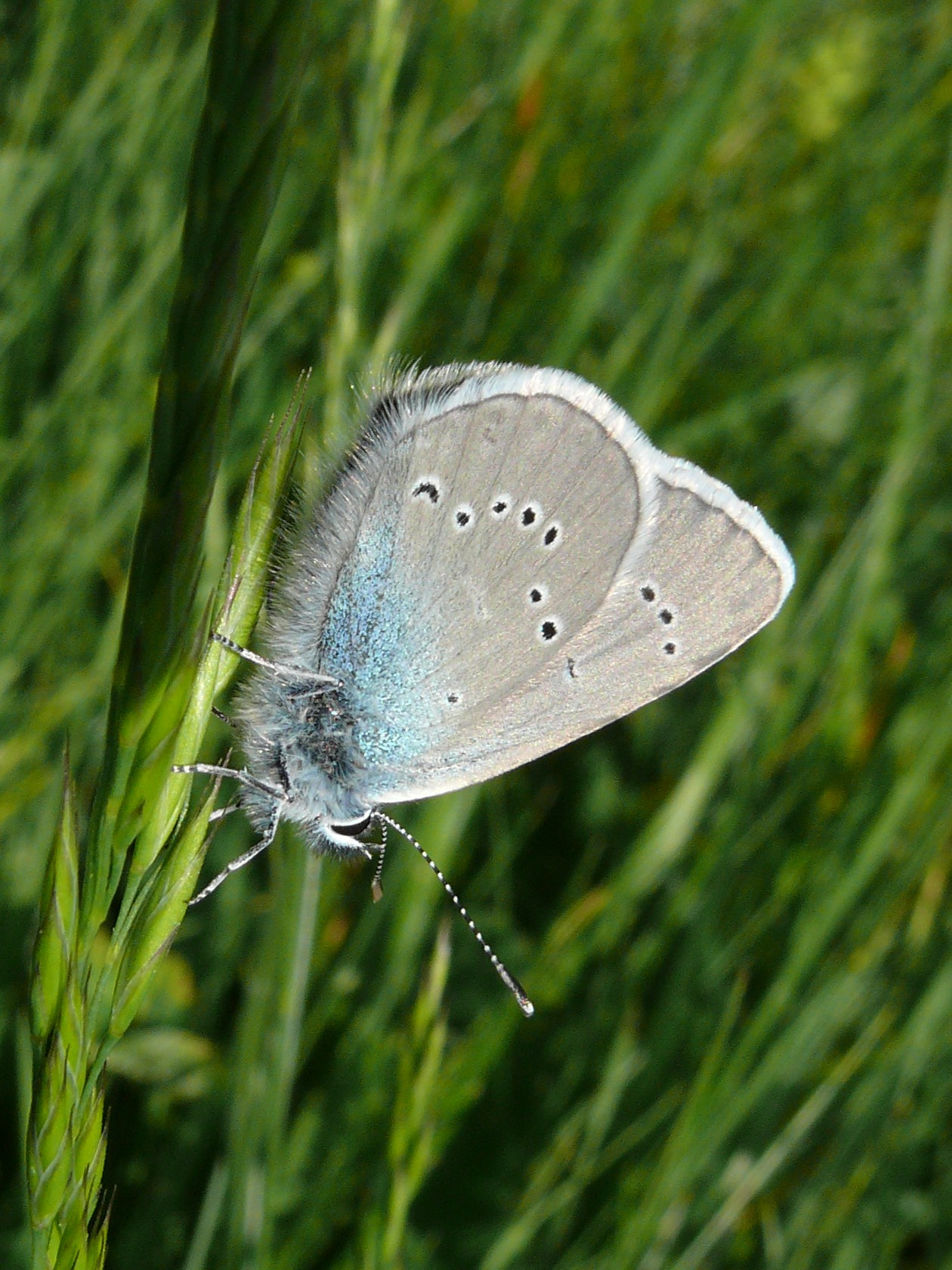
Ängsblåvinge, undersida (södra Tyskland)

## Utbredning
Ängsblåvingen finns i nordligaste Afrika, i Europa, den tempererade delen av Asien och i Mongoliet. Dess habitat är ängsmarker och beroende på klimat kan den finnas på ett par tusen meters höjd, till exempel i södra Europa. Den finns i hela Sverige utom i fjälltrakterna. I Finland finns den i hela landet, från övre Tornedalen och söderut. I Norge finns den från södra delarna av landet till fjälldalarna i norr, dock med undantag för Vestlandet. I Danmark minskar arten kraftigt, och saknas bland annat på Fyn och Sydsjälland.